# Eclytus ochraceus
Eclytus ochraceus là một loài tò vò trong họ Ichneumonidae.